# Psiloptera foveicollis
Psiloptera foveicollis es una especie de escarabajo barrenador metálico del género Psiloptera, categorizada en la tribu Dicercini, de la subfamilia Chrysochroinae. Fue descrita científicamente por Gory en 1840.

## Descripción
Mide 21 milímetros de longitud.

## Distribución
Se distribuye por Namibia, en Okaukuejo.